# HD 139461
HD 139461，又名BD-08 4032，SAO 140672、HR 5816，是一颗恒星，视星等为6.48，位于銀經357.32，銀緯35.87，其B1900.0坐标为赤經15h 33m 16.1s，赤緯-8° 35.87′ 48″。